# Arthonia granosa
Arthonia granosa är en lavart som beskrevs av B. de Lesd. Arthonia granosa ingår i släktet Arthonia och familjen Arthoniaceae.   Inga underarter finns listade i Catalogue of Life.